# Elousa psegmapteryx
Elousa psegmapteryx är en fjärilsart som beskrevs av Dyar 1913. Elousa psegmapteryx ingår i släktet Elousa och familjen nattflyn. Inga underarter finns listade i Catalogue of Life.